# Chreszczatyj park
Chreszczatyj park (ukr. Хрещатий парк) – park miejski w Kijowie, położony na prawym brzegu Dniepru, w sąsiedztwie Placu Europejskiego, wzdłuż Wołodymyrśkiej hirki. Powierzchnia parku wynosi 11,8 ha (29 akrów).

## Historia
Park został założony w 1743 z inicjatywy carycy Elżbiety Romanowej, pierwotnie nosił nazwę Ogrodu Carskiego i był urządzony w stylu regularnym. Z czasem przekształcił się w romantyczny park krajobrazowy.
W 1882 w dolnej części parku powstał budynek Zgromadzenia Kupieckiego (dzisiejsza Filharmonia Narodowa Ukrainy). Od tego czasu park funkcjonował również pod nazwą Ogród Kupiecki i stał się ważnym centrum życia kulturalnego Kijowa, goszcząc koncerty, spektakle oraz występy chóralne.
W 1872 w parku zbudowano pierwszą kijowską wieżę ciśnień, co zapoczątkowało historię miejskiego wodociągu. Od 2003 w odrestaurowanych wieżach mieści się Centrum Informacji Wodnej.
W XX wieku park wielokrotnie zmieniał nazwę: Ogród 1 Maja, Proletariacki, Pionierski, aż 2 lutego 1993 przyjęto obecną nazwę.

## Atrakcje
W parku znajduje się Kijowski Akademicki Teatr Lalek. W jego okolicy można podziwiać panoramę Dniepru, przejść Szklanym Mostem na Wołodymyrśką hirkę oraz odwiedzić Kolumnę Prawa Magdeburskiego. Park graniczy z wieloma zabytkami i jest popularnym miejscem spacerów zarówno dla mieszkańców, jak i turystów.
Poza tym w parku mieści się również Łuk Wolności Narodu Ukraińskiego, budynek Biblioteki Narodowej Ukrainy im. Jarosława Mądrego, Centrum Informacji Wodnej, budynek Filharmonii Narodowej Ukrainy, a także pomnik Michaiła Glinki.
W 2019 park został połączony pieszym szklanym mostem ze Wołodymyrśką hirką, tworząc popularną trasę spacerową i punkt widokowy w centrum Kijowa.